# UFC on ESPN: Hall vs. Strickland
UFC on ESPN: Hall vs. Strickland（ユーエフシー・オン・イーエスピーエヌ：ホール・バーサス・ストリックランド、別名UFC on ESPN 28）は、アメリカ合衆国の総合格闘技団体「UFC」の大会の一つ。2021年7月31日、ネバダ州ラスベガスのUFC APEXで開催された。

## 大会概要
本大会はユライア・ホールとショーン・ストリックランドのミドル級戦が組まれた。

## 試合結果

### プレリミナリーカード
第1試合 173.5ポンド契約 5分3R
○  フィリップ・ロウ vs.  オリオン・コシ ×
2R 4:21 TKO（右ストレート）
※ロウの体重超過によりウェルター級から変更。
第2試合 フライ級 5分3R
○  ザルーク・アダーシェフ vs.  ライアン・ブノワ ×
3R終了 判定3-0（30-27、30-27、29-28）
第3試合 女子ストロー級 5分3R
○  ジン・ユウ・フライ vs.  アシュリー・ヨーダー ×
3R終了 判定3-0（30-27、30-27、30-27）
第4試合 フェザー級 5分3R
△  カイ・カマカ vs.  ダニー・チャベス △
3R終了 判定1-0（29-27、28-28、28-28）
第5試合 ライト級 5分3R
○  クリス・グレッツェマーカー vs.  ラファ・ガルシア ×
3R終了 判定3-0（29-28、29-28、29-28）

### メインカード
第6試合 ウェルター級 5分3R
○  ジェイソン・ウィット vs.  ブライアン・バーバリーナ ×
3R終了 判定2-0（28-28、29-27、29-28）
第7試合 フェザー級 5分3R
○  メルシック・バグダザリアン vs.  コリン・アングリン ×
2R 1:50 TKO（左ハイキック→パウンド）
第8試合 ウェルター級 5分3R
○  ジャレッド・グッデン vs.  ニクラス・シュトルツェ ×
1R 1:08 KO（右ストレート）
第9試合 女子ストロー級 5分3R
○  シャイアン・ベイズ vs.  グロリア・ジ・パウラ ×
1R 1:00 TKO（左ハイキック→パウンド）
第10試合 ミドル級 5分5R
○  ショーン・ストリックランド vs.  ユライア・ホール ×
5R終了 判定3-0（50-44、50-45、49-46）

### 各賞
ファイト・オブ・ザ・ナイト：ジェイソン・ウィット vs. ブライアン・バーバリーナ
パフォーマンス・オブ・ザ・ナイト：シャイアン・ベイズ、メルシック・バグダザリアン
各選手にはボーナスとして5万ドルが授与された。

### カード変更
負傷などによるカードの変更は以下の通り。